# Luis Fernando Torres
Luis Fernando Torres Torres (Ambato, 8 de diciembre de 1962) es un político ecuatoriano que ocupó la alcaldía de Ambato entre 1992 y 2000.

## Biografía
Nació el 8 de diciembre de 1962 en Ambato, provincia de Tungurahua. Realizó sus estudios secundarios en el colegio San Pío X y los superiores en la Pontificia Universidad Católica del Ecuador, obteniendo en 1985 el título de abogado.
Inició su vida política en las elecciones legislativas de 1990, siendo elegido diputado nacional en representación de la provincia de Tungurahua por el Partido Social Cristiano (PSC).
Entre 1992 y 2000 ocupó la alcaldía de Ambato de la mano del PSC. Las obras más destacadas de su administración incluyen la construcción del Paso Lateral de Ambato, del Viaducto La Yahuira y del mercado Mayorista. Durante las elecciones seccionales de 2000 intentó ser elegido para un tercer periodo como alcalde, pero fue derrotado por Fernando Callejas.
Para las elecciones legislativas de 2002 fue elegido diputado nacional en representación de Tungurahua por el Partido Social Cristiano. En las elecciones de 2006 fue reelecto como diputado por el mismo partido. Sin embargo, fue destituido de su cargo por el Tribunal Supremo Electoral durante la Crisis Legislativa causada por el pedido de aprobación de consulta popular del presidente Rafael Correa para la instauración de la Asamblea Constituyente de 2007.
En las elecciones legislativas de 2013 fue elegido asambleísta nacional en representación de Tungurahua por la alianza entre el Partido Social Cristiano y el movimiento Tiempo de Cambio. Para las elecciones de 2017 fue reelecto al cargo, y en la sesión inaugural fue designado como tercer vocal del Consejo de Administración Legislativa, alcanzando 71 votos a favor.
En diciembre de 2018 renunció a su curul para participar como candidato a la alcaldía de Ambato en las elecciones del año siguiente, pero perdió la elección.